# Chambérat
Chambérat – miejscowość i gmina we Francji, w regionie Owernia-Rodan-Alpy, w departamencie Allier.

## Demografia
Według danych na rok 1990 gminę zamieszkiwały 332 osoby, a gęstość zaludnienia wynosiła 12 osób/km². W styczniu 2015 r. Chambérat zamieszkiwały 324 osoby, przy gęstości zaludnienia wynoszącej 11,7 osób/km².